# Mária Tóthová
Mária Tóthová, též Margit Tóth (22. ledna 1920 - ???), byla slovenská a československá politička maďarské národnosti a poúnorová bezpartijní poslankyně Národního shromáždění ČSSR a Sněmovny lidu Federálního shromáždění.

## Biografie
Ve volbách roku 1964 byla zvolena do Národního shromáždění ČSSR za Západoslovenský kraj jako bezpartijní kandidátka. V Národním shromáždění zasedala až do konce volebního období parlamentu v roce 1968. Patřila mezi 10 etnických Maďarů zvolených v roce 1964 do Národního shromáždění.
K roku 1968 se profesně uvádí jako členka JZD z obvodu Šahy.
Po federalizaci Československa usedla roku 1969 do Sněmovny lidu Federálního shromáždění (volební obvod Šahy), kde setrvala do konce volebního období, tedy do voleb v roce 1971.